# Opisthoxia paularia
Opisthoxia paularia là một loài bướm đêm trong họ Geometridae.